# Нинек
Нине́к (рос. Нынек) — село в Можгинському районі Удмуртії, Росія.
Урбаноніми:
- вулиці — Леніна, Молодіжна, Радянська, Ювілейна
- провулки — Ставковий
- проїзди — Столярний
- площі — Центральна

## Населення
Населення — 471 особа (2010; 494 в 2002).
Національний склад станом на 2002 рік:
- удмурти — 84 %